# Platyura
Platyura är ett släkte av tvåvingar som beskrevs av Johann Wilhelm Meigen 1803. Platyura ingår i familjen platthornsmyggor.

## Bildgalleri

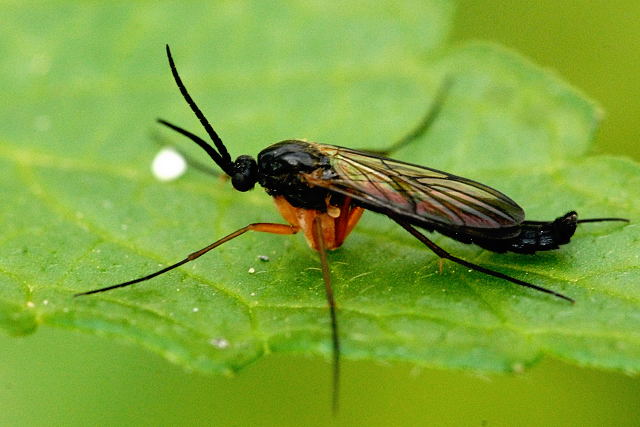
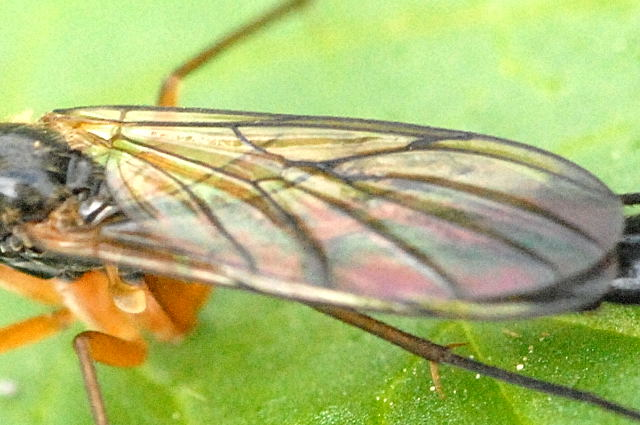

## Dottertaxa tillPlatyura, i alfabetisk ordning[1][2]
- Platyura africana
- Platyura bezzii
- Platyura bicolor
- Platyura bifasciata
- Platyura czernyi
- Platyura decora
- Platyura discoidea
- Platyura fugax
- Platyura fulva
- Platyura inconspicua
- Platyura intincta
- Platyura johnsoni
- Platyura lucosa
- Platyura lugubris
- Platyura manteri
- Platyura marginata
- Platyura maritima
- Platyura maudae
- Platyura nigerrima
- Platyura nigricoxa
- Platyura nigriventris
- Platyura oberthueri
- Platyura occlusa
- Platyura pallipes
- Platyura pectoralis
- Platyura pseudochracea
- Platyura pulchra
- Platyura rubens
- Platyura sachalinensis
- Platyura sastrei
- Platyura selecta
- Platyura similis
- Platyura subannulata
- Platyura willistoni